# مسلن
مِسلِن (به مجاری:  Meszlen) یک شهرداری در مجارستان است که در واش واقع شده‌است. مسلن ۱۲٫۰۲ کیلومتر مربع مساحت و ۲۳۰ نفر جمعیت دارد.